# Mal Hatun
Mal Hatun (geboren im 13. Jahrhundert; gestorben 1324), auch Malhun Hatun, Mala Hatun, Mâl Hatun, war die zweite Frau von Osman I., dem Gründer des Osmanischen Reiches. Sie war die Mutter des nächsten osmanischen Herrschers Orhan I.

## Darstellung in der Literatur
Mal Hatun wird im Roman Malchatun von Johannes Tralow als kluge, selbstbewusste und einflussreiche Person dargestellt.